# Patrícia Campos Mello

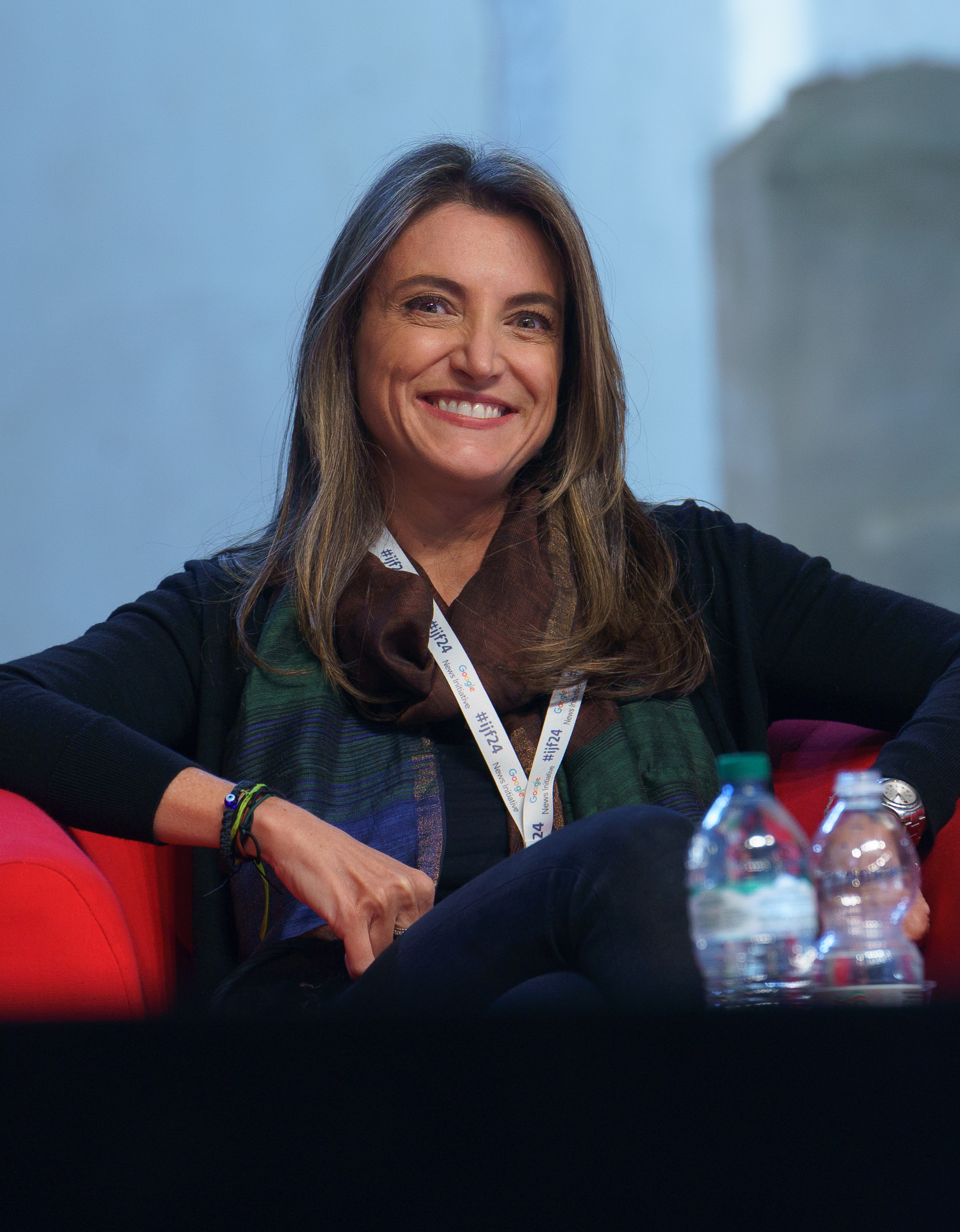
Patrícia Campos Mello (2024)

Patrícia Campos Mello (* 6. April 1975 in São Paulo) ist eine brasilianische Journalistin und Autorin. Sie arbeitet als Auslandskorrespondentin und Investigativjournalistin für die brasilianische Tageszeitung Folha de S. Paulo.

## Leben
Mello studierte Journalismus am Institut für Kommunikation und Kunst der Universität São Paulo, dem schloss sie ein Studium in Business and Economic Reporting (Wirtschaftsjournalismus) an der New York University an. Anschließend begann sie als Journalistin für verschiedene brasilianische Medien zu schreiben, unter anderem Valor Econômico und Gazeta Mercantil. Für letztere war sie Deutschland-Korrespondentin im Jahr 1999.
Seit mehreren Jahren schreibt Mello für eine der bekanntesten brasilianischen Zeitungen, die Folha de S.Paulo. Sie berichtet vor allem über globale Wirtschaftsentwicklungen und internationale Beziehungen, unter anderem berichtete sie über die US-Wahlen 2012 und die Wahlen 2011 in Peru. Auch arbeitete sie als Korrespondentin in Syrien, Afghanistan, Gaza, Irak und Sierra Leone.
Besondere Bekanntheit und Aufmerksamkeit erfuhr sie, als sie im Zuge der brasilianischen Präsidentschaftswahlen 2018 über illegale Wahlkampffinanzierung zur Verbreitung von Wahlwerbung via sozialen Medien für den rechtsextremen Kandidaten Jair Bolsonaro berichtete.  Aufgrund ihres Berichts erhielt sie zahlreiche Hassnachrichten und Morddrohungen.
Neben ihrer journalistischen Tätigkeit veröffentlichte Mello auch drei Sachbücher: Índia: Da miséria à potência (zu Deutsch: „Indien: Von der Misere zur Macht“), O mundo tem medo da China (zu Deutsch: „Die Welt hat Angst vor China“) und Lua de mel em Kobane (zu Deutsch: „Flitterwochen in Kobane“).

## Würdigungen
Für ihre Arbeit erhielt Mello 2016 die Auszeichnung Troféu Mulher Imprensa, eine Würdigung von Journalistinnen der Zeitschrift Imprensa. 2018 wählte das US-amerikanische Nachrichtenmagazin Time die „The Guardians and the War on Truth“ (zu Deutsch: Die Wächter und der Krieg um die Wahrheit) zur „Person of the Year“ und würdigte damit Investigativjournalistinnen und -journalisten weltweit. In der Würdigung wurde explizit auch Mello genannt.

## Werke
- 2005: O mundo tem medo da China, Editora Mostarda, São Paulo, ISBN 85-87556-51-7
- 2008: Índia. Da miséria à potência, Editora Planeta, São Paulo, ISBN 978-85-7665-273-1
- 2017: Lua de mel em Kobane. Uma história de amor improvável em meio à barbárie da Guerra da Síria, Companhia das Letras, Rio de Janeiro, ISBN 978-85-359-3018-4